# Puig de Milà
El puig de Milà és una muntanya de 492 metres situada al municipi de Maçanet de Cabrenys, a la comarca catalana de l'Alt Empordà.